# Ditrichocorycaeus aucklandicus
Ditrichocorycaeus aucklandicus – gatunek widłonoga z rodziny Corycaeidae. Opisał go w 1895 roku niemiecki zoolog i etnograf Augustin Krämer, nadając mu nazwę Corycaeus aucklandicus.